# Обединителна църква
Обединителната църква на корейския религиозен лидер Сан Мьон Мун не е реално съществуващо наименование, а е прието нарицателно. През 1954 г. д-р Мун основава в Сеул „Асоциация на Светия Дух за обединение на световното християнство“. Той не цели създаването на друга църква или деноминация, а да се обединят усилията на разпокъсаните, безсилни в борбата с аморалността и атеизма християни и вярващи.
Само за 10 години Асоциацията на Светия Дух за обединение на световното християнство се развива бързо по цяла Корея. Това предизвиква вълна от негативност от страна на нетолерантни фанатизирани християни. Въпреки невероятните критики, неразбиране и атаки през които преминава, движението му достига невероятен успех и развитие. През 1995 г. тя изпраща мисионери в 120 страни.
През 1995 г. тя прераства в Семейна федерация за световен мир и обединение и скоро получава специален статут в ООН заради обществения си принос. През 2005 г. дейността на „Обединителите“ прераства на още по-глобално ниво чрез „Глобалната федерация за мир“.  През 2005 г. дейността на тъй наречената „Обединителна църква“ прераства на още по-глобално ниво чрез основаната от д-р Мун „Глобалната федерация за мир“. Глобалната федерация за мир е Неправителствена организация със 'Специален консултативен статут в икономическия и социален съвет на ООН. 
През 1991 г. Обединителното движение провежда научна конференция с антикомунистическия привкус. Това предизвиква моментална серия от медийни и полицейски атаки спрямо членовете и в България. Преследванията спират през 1997 г. след смяната на комунистическото правителство.
През 1992 г. 21 български представители участват в Международната брачна благословия на 40 000 двойки. През 1995 г. България изпраща към 50 участници в масовата сватба на 360 000 двойки. Събитието отново се провежда на Олимпийския стадион в Сеул и е част от Световния фестивал на културата и спорта. Фестивалът продължава повече от седмица и включва конференции на световни религиозни лидери, бивши и настоящи държавни глави, министри и световни учени.
През 2002 г. България за втори път посрещна Джулия Мун за участие в 20-ия юбилеен Международен балетен конкурс във Варна. Джулия Мун е посрещната от президентшата г-жа Първанова, която изразява благодарност на д-р Мун за финансовата подкрепа на конкурса. През 2000 г. снахата на д-р Муун е в България в качеството си на директор на компанията „Универсален балет“.
На 27 януари 2011 г. Европейският съд по правата на човека в Страсбург (ЕСПЧ) осъжда България за нарушаване на правото на религиозна свобода на членовете на Обединителната църква на д-р Мун с нахлуване на 6 април 1997 г. на няколко полицейски служители по време на мероприятие на Семейната федерация на преподобния Муун, която е официално регистрирана в България.
Църква на обединението е неправилен превод на Обединителната църква, основана от корейския религиозен лидер Сан Мьон Мун. Тя е официално регистрирана в България, но не като |Църква, по следните причини:
1. Името Обединителна църква е лепнато от другите Църкви, но с времето е станало прието нарицателно. Преподобният Мун регистира през 1954 година Асоциация, а не Църква. Наименованието е Асоциация на Светия дух за обединение на световното християнство. Целта е не просто да се създаде друга Църква или религия, а да се обединят усилията на разпокъсаните, безсилни в борбата с аморалността и атеизма християни и вярващи. През 1995 г. тя прераства в Семейна Федерация за световен мир и обединение и скоро получава специален статут в ООН, за обществения си принос. През 2005 г. дейността на тъй наречената „Обединителна църква“ прераства на още по-глобално ниво чрез основаната от д-р Мун „Глобалната федерация за мир“. Глобалната федерация за мир е Неправителствена организация със 'Специален консултативен статут в икономическия и социален съвет на ООН.
2. Целта и дейностите са по-скоро междурелигиозни, отколкото чисто деноминационни. Повечето организации на д-р Мун са неправителствени организации и имат официална регистрация в България. Те също се ползват със специален статут в ООН, като организации с голям обществен принос. Много от тях са с междурелигиозна насоченост; за междурелигиозен диалог, помирение и сътрудничество.

## Исторически преглед
Изключителното за основателя на Обединителната църква Сан Мьон Мун е, че въпреки невероятните критики, неразбиране и атаки през които преминава, движението му достига невероятен успех и развитие. През 1954 г. той основава в Сеул „Асоциация на Светия Дух за обединение на световното християнство“, която само за 10 години се развива по цяла Корея. Това предизвиква вълна от негативност от страна на нетолерантни фанатизирани християни.
Преподобният д-р Мун преминава през доста преследване и неразбиране от 1950-те до 1980-те години. Отношението към него доста се променя след 1985 г. Основаният от него вестник „Вашингтон Таймс“  изиграва основна роля в падането на комунистическите атеистични режими. Това е основна причина за яростно преследване и критики спрямо Обединителната църква в България.
Днес световни лидери оценяват приноса на д-р Мун за световен мир. Сенаторът на Сан Франциско Амос Браун заявява: „Посланието му за мир заплаши тези, които са религиозно тесногледи, и те отвърнаха с нетолерантност, тесногледа нетърпимост и яростна критика“. Сенатор Лари Преслър добавя: „Моето възхищение от Д-р Мун и съпругата му нарасна безизмерно. Неговата енергия, визия и отдаденост на каузата на мира са несравними в историята на човечеството.“
В основата на учението на преподобния Сан Мьон Муун е разбирането за централната роля на семейството в установяването на здраво общество и разрешаването на всички социални проблеми. Д-р Мун е създал и спонсорирал стотици организации и проекти, посветени на световния мир, работещи във всички сфери на човешкия живот.

## Изказвания за д-р Мун

### Александър Хейг
Бивш държавен секретар на САЩ и върховен главнокомандващ на силите на НАТО.
„Д-р Мун се откроява като един голям миротворец и човек, обединяващ света. Той е движещата сила на междурелигиозния диалог и за разбирателството между хора с различен произход, и неговата цел е една – мирът и сигурността на света.“

### Алфред Моисея
Бивш президент на Албания.
„От автобиографията на преп. Мун научихме, че в основата на всичките му усилия е искреното желание да се жертва и изкупи греховете на човечеството и Божието освобождение. Тази книга е мощно послание на надежда за бъдещето и свидетелство за огромната любов на този човек за всички хора на земята.“

### Абдурахман Уахи
Бивш президент на Индонезия.
„Призивът на преп. Мун за постигането на мир с помощта на религиите – това е изключително фин и дълбок подход към проблема. Сега имаме чудесна възможност да научим повече за борбата му за мир изразена ярко през целия си живот.“